# أفيتشي (جحيم)
Avīci  في البوذية (السنسكريتية ولغة بالي تعبر عن "Without waves" -في الصينية واليابانية: 無間 地獄 ، Wújiàn dìyù و 阿鼻 地獄 ، Ābí dìyù)، هي أدنى مستوى في ناراكا أو «الجحيم» في العالم، ويدخلها الموتى الذين ارتكبوا أخطاء خطيرة وليس لهم الإمكانية بأن يولدو من جديد. يقال أن مساحتها 20 ألف مكعب من اليوجا (120,000 إلى 300,000 كيلومتر) إلى جانب ذلك، يعتقد بأنها قابعة ومدفونة تحت الأرض (الغير المرئية). غالبًا ما يتم ترجمة Avīci إلى الإنجليزية على أنها «لا نهاية لها» أو «ليس لها نهاية»، نظرًا لفكرة أن تلك الكائنات التي تم إرسالها هناك تقبع إلى الأبد دون رجعة. بالنسبة للجحيمات الأخرى مثل المطهر، توجد إمكانية ربما بعد بعض الدهور من المعاناة، يمكن أن يولد الإنسان من جديد كنوع من الحياة المتدنية في مكان أقل فظاعة إلى حد ما. ولكن، تلك التي أرسلت إلى Avīci يعتقد أنها ميؤوس منها وليس لها أي إمكانية للخروج منها إلى أبد الدهر.